# Vanishing Vision
Vanishing Vision è l'album di debutto del gruppo musicale giapponese degli X Japan, pubblicato nel 1988 dalla Extasy Records. Nel disco è presente la versione con testo in lingua inglese della canzone "Kurenai". Vanishing Vision è stato ristampato nel 1991 e ha booklet, retro e OBI differenti dalla versione del 1988.
Il disco è stato stampato anche su vinile e in formato picture disc. Quest'ultima stampa, limitata a 5000 copie, contiene anche un flexi disc contenente la versione promozionale della canzone "Stab me in the Back", uscita ufficialmente nel 1987 nella compilation Skull Thrash Zone Vol.1 e nell'album Jealousy del 1991.

## Tracce
1. DEAR LOSER - 2:27 (TAIJI)
2. VANISHING LOVE - 6:01 (YOSHIKI - YOSHIKI)
3. PHANTOM OF GUILT - 5:18 (TOSHI - TAIJI)
4. SADISTIC DESIRE - 6:09 (YOSHIKI - HIDE)
5. GIVE ME THE PLEASURE - 2:57 (YOSHIKI - TAIJI, HIDE)
6. I'LL KILL YOU - 3:29 (YOSHIKI - YOSHIKI)
7. ALIVE - 8:24 (YOSHIKI - YOSHIKI)
8. KURENAI - 5:46 (YOSHIKI - YOSHIKI)
9. UN-FINISHED... - 1:32 (YOSHIKI - YOSHIKI)

## Flexi disc (Bonus per l'edizione Picture Disc - Limitata a 5000 copie)
1. STAB ME IN THE BACK - 3:02 (YOSHIKI - YOSHIKI)

## Formazione
- Toshi - voce
- TAIJI - basso
- PATA - chitarra
- Hide - chitarra
- Yoshiki - batteria & pianoforte